# Быстрый (фрегат, 1807)
Бы́стрый — парусный фрегат 44-пушечного ранга (тип «Спешный») Российского Императорского флота

## История
Заложен 16 декабря 1805 года на Соломбальской верфи. Строитель A. M. Курочкин. Спущен 1 июня 1807 года, вошел в состав Балтийского флота .

## Типовые и фактические технические характеристики
- Водоизмещение = около 1950 т[1];
- Длина по верхней палубе = 48,6[1]; (48,53 м.[3])
- Ширина по мидель-шпангоуту = 12,7[1]; (12,65 м.[3])
- Осадка = 3,9 м[1]; (3,86 м.[3])
- Арт. вооружение = 44 ор[1]. (24-фн — по штату[4][5]);(факт.- 50 ор.[1])
- Экипаж = 340/430 человек[1].

## Служба
В 1807 с отрядом перешел из Архангельска в Кронштадт .

### Участие в боевых действиях против флотов Англии и Швеции на Балтийском море в 1808—1809.
- 28 мая 1808 в составе отряда капитана I ранга графа Л. П. Гейдена (нидерл. Lodewijk van Heiden) пришел из Кронштадта в Свеаборг для усиления обороны крепости, в октябре 1808 вернулся в Кронштадт[1][2] .
- 30 мая 1809 вышел из Кронштадта в крейсерство к острову Гогланд[1][2] .
- 18 июня 1809 подвергся атаке двух английских судов: линейного корабля  «Implacable»[англ.] и фрегата «Melpomena». Отстреливаясь, ушел в Аспенские шхеры, а затем вернулся в Кронштадт[1].

В 1810 и 1811 занимал брандвахтенный пост на Кронштадтском рейде .

### Участие вОтечественной войне 1812ивойне с Францией 1813—1814.
- 15 июня 1812 в составе эскадры адмирала Е. Е. Тета прибыл из Кронштадта в Свеаборг[1][2] .
- Приняв на борт войска корпуса генерал-лейтенанта Ф. Ф. Штейнгеля, 27 августа 1812 эскадра прибыла в Ревель, а 3 сентября 1812 вернулась в Кронштадт[1][2] .
- 15 октября 1812 «Быстрый» в составе эскадры Е. Е. Тета вышел из Кронштадта в Англию для совместных действий с английским флотом против Франции и в конце ноября 1812 прибыл на Ширнесский рейд.
- В 1813 с эскадрой вернулся в Кронштадт.
- В 1814 крейсировал в Балтийском море.

С 1820 по 1825 занимал брандвахтенный пост на Кронштадтском рейде. Разобран в 1827 в Кронштадте .

## Командиры
- Ф. И. Цац (1807)[1];
- В. И. Терновский (1808—1809)[1];
- Д. А. Дурново (1810—1811)[1];
- Г. И. Невельской (1812—1814)[1];
- А. Ф. Северюков (1820—1821)[1];
- Г. И. Платер (1822)[1];
- А. И. Василевский (1823—1825)[1].